# Чернянский сельсовет
Черня́нский сельсове́т (белор. Чарнянскі сельсавет) — административная единица на территории Малоритского района Брестской области Беларуси. Административный центр — агрогородок Черняны.

## История
Образован 12 октября 1940 года в составе Дивинского района Брестской области БССР. 16 июля 1954 года в состав сельсовета из Озятского сельсовета Жабинковского района переданы деревни Горы, Звозы, Лясовец, Субботы и Шерешовцы. С 8 августа 1959 года в составе Малоритского района. С 25 декабря 1962 года в Кобринском районе. В 1964 году в состав сельсовета из Новоселковского сельсовета передана деревня Заорье. С 6 января 1965 года сельсовет в составе восстановленного Малоритского района.

## Состав

— Населённые пункты Чернянского сельсовета

Чернянский сельсовет включает 15 населённых пунктов:
- Доропеевичи — деревня.
- Большой Павлополь — деревня.
- Горы — деревня.
- Заорье — деревня.
- Звозы — деревня.
- Лясовец — деревня.
- Малиновка — деревня.
- Малые Доропеевичи — деревня.
- Малый Павлополь — деревня.
- Новый Двор — деревня.
- Островье — деревня.
- Старый Двор — деревня.
- Субботы — деревня.
- Черняны — агрогородок.
- Шерешовцы — деревня.